# HB Eschois Fola
 (mai 2022).
Si vous disposez d'ouvrages ou d'articles de référence ou si vous connaissez des sites web de qualité traitant du thème abordé ici, merci de compléter l'article en donnant les références utiles à sa vérifiabilité et en les liant à la section « Notes et références ».
Ne pas confondre avec le HC La Fraternelle Esch, autre club d'Esch-sur-Alzette. Ni avec le HB Esch le fruit de la fusion avec La Fraternelle.
Maillots
Le Handball Eschois Fola ou plus communément HB Eschois Fola était un club luxembourgeois de handball, situé à Esch-sur-Alzette dans le canton éponyme.
Important club luxembourgeois, Fola est le premier champion du Luxembourg. Tout au long du 20e siècle, le club se partagea le championnat avec son rival, le HB Dudelange. Au total, les rouges et blancs remportèrent 21 titres de champion ainsi que 16 Coupe du Luxembourg.  
En 2001, le Eschois Fola disparait dans une fusion avec son voisin le HC La Fraternelle Esch pour former le HB Esch. 

## Palmarès
| Compétitions nationales |
| - Championnat du Luxembourg (21) - Premier : 1936-37, 1937-38, 1938-39, 1946-47, 1947-48, 1949-50, 1950-51, 1951-52, 1952-53, 1953-54, 1959-60, 1960-61, 1962-63, 1973-74, 1974-75, 1977-78, 1978-79, 1982-83, 1986-87, 1987-88, 1988-89. - Coupe du Luxembourg (16) - Vainqueur : 1949-50, 1950-51, 1951-52, 1952-53, 1953-54, 1954-55, 1959-60, 1960-61, 1962-63, 1964-65, 1970-71, 1973-74, 1974-75, 1977-78, 1981-82, 1983-84. |